# Luis Gutiérrez Rojas
Luis Gutiérrez Rojas (Granada, 1977), es un médico psiquiatra, conferenciante y divulgador español. 

## Biografía
Cursó estudios en el Colegio Mulhacén de Granada. Realizó la licenciatura de Medicina en la Universidad de Navarra, especializándose en Psiquiatría, y posteriormente se doctoró en la Universidad de Granada, con una tesis sobre calidad de vida en el trastorno bipolar, que obtuvo premio extraordinario. Comenzó su carrera docente como profesor contratado doctor en la universidad granadina, simultaneando dicho trabajo con el de especialista en psiquiatría en el Hospital Clínico san Cecilio de Granada.
Ha dado a conocer en distintos ámbitos, herramientas para capacitar a las personas para afrontar de manera eficaz los problemas. Uno de estos recursos que utiliza es el humor. El mismo fue finalista en el Club de la comedia (2003) como monologuista.
A los padres con hijos adolescentes, les recomienda educarlos en valores, evitando atosigarles.
Le apasiona la lectura, su trabajo y su familia. Es padre de siete hijos.

## Premios y distinciones
Entre otros, ha recibido los siguientes premios:
- Premio en el Concurso Nacional de premios de la Real Academia de Medicina y Cirugía de Murcia (Murcia, 2001)
- Premio para jóvenes investigadores de la XVI Reunión de la Sociedad Andaluza de Psiquiatría (Antequera, 2003)
- Premio Investigador Emergente otorgado por el Programa de Excelencia Investigadora de la Sociedad Española de Psiquiatría Biológica (Oviedo, 2011)
- VII Premio Joven Investigador Acreditado otorgado por el Programa de Excelencia Investigadora de la Sociedad Española de Psiquiatría Biológica (Bilbao, 2012)
- Premio al mejor caso clínico en Encuentros en Psiquiatría: conducta suicida (Sevilla, 2016).[8]

## Publicaciones
Entre otras publicaciones, se encuentran:
- La belleza de vivir: todos los problemas tienen solución, Madrid, 2022, Ciudadela Libros, 268 pp, 6ª edición: ISBN: 978-8415436461.[9]
- Vivir más libre: Elige una vida feliz, Barcelona, 2023, Vergara Ed., 288 pp, 1ª edición: ISBN: 978-8419248060.[10][11]
- Reinares M, González-Pinto A., Crespo JM., Goikolea JM., Gutiérrez-Rojas L., Montes JM., Benabarre A., Colom F., Vieta E. Guías clínicas para el sistema de salud: Manual de psicoeducación para el trabajo con familiares de pacientes con trastorno bipolar, J&C Ediciones Médicas, Barcelona, 2015.[12]